# Geleitstein zwischen Frieda und Großtöpfer

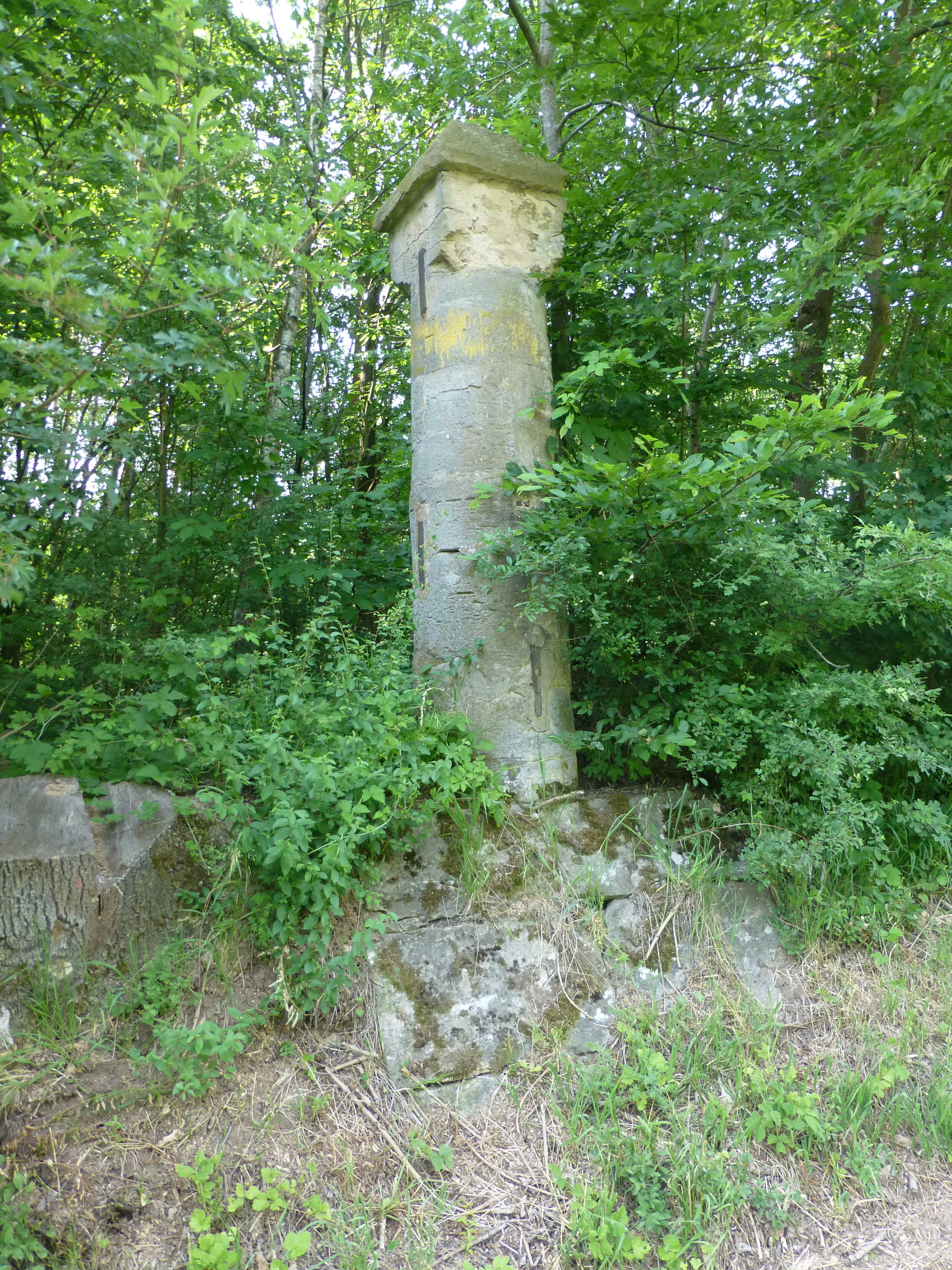
Der Geleitstein an der Landesgrenze zwischen Frieda und Großtöpfer

Der Geleitstein zwischen Frieda und Großtöpfer ist ein geschütztes historisches Flurdenkmal an der hessisch-thüringischen Landesgrenze. Einst diente er zur Abgrenzung landesherrschaftlicher Machtbereiche und regelte die Dienste von schutzbietenden Mannschaften, die durchreisenden Persönlichkeiten ein sicheres Fortkommen garantieren sollten. Der Geleitstein bei Frieda, der im 16. Jahrhundert aufgestellt wurde, ist der einzige bekannte seiner Art in Hessen. Er kennzeichnete die Stelle, an der das Geleit durch die hessische Landgrafschaft endete.

## Standort
Der Geleitstein befindet sich im Tal der Frieda, einem rechten Nebenfluss der Werra, zwischen den Dörfern Frieda und Großtöpfer. Frieda ist ein Ortsteil der Gemeinde Meinhard im nordhessischen Werra-Meißner-Kreis und Großtöpfer gehört zu der Gemeinde Geismar im Landkreis Eichsfeld in Thüringen. Das wenige Meter entfernt von der ehemaligen innerdeutschen Grenze auf der hessischen Seite stehende Flurdenkmal weist darauf hin, dass die heutige Landesstraße 3467 eine einstige Geleitstraße war.
In der naturräumlichen Gliederung Deutschlands wird dieser Bereich dem Rosoppe-Frieda-Hügelland im Unteren Werrabergland zugeordnet. Nach dem nur landesweit einteilenden System der Thüringer Landesanstalt für Umwelt und Geologie gehört die Gegend zu dem Bereich der Werrabergland-Hörselberge in der Landschaft Muschelkalk-Platten und -Bergländer.

## Form, Größe und Beschriftung
Karlfritz Saalfeld, der als Obmann in den Altkreisen Eschwege und Witzenhausen historische Grenzsteine erfasste, beschrieb in seinem 1995 erschienenen Buch Kleindenkmäler im Werra-Meißner-Kreis den aus Sandstein gefertigten Geleitstein als zylindrische Säule mit aufgesetztem Würfel und walmdachähnlichem Kopf. Die Säule besitzt einen Durchmesser von 60 cm bei einer Höhe von 184 cm. Mit Würfel und Walmdach erreicht der Stein eine Gesamtgröße von 250 cm. In halber Höhe ist auf der hessischen Seite der Säule Geleitstein eingearbeitet. Der Würfel trägt auf seiner Westseite ein Wappenfeld mit dem hessischen Löwen und an seiner Nordseite ist die Jahreszahl 1731 zu lesen.

## Geschichte
Unter den Straßensteinen nimmt der Geleitstein eine Sonderstellung ein. Wegen seiner Wichtigkeit wurde er in vielen Grenzbeschreibungen und Protokollen genannt und auch in der Niveau Karte des Kurfürstentums Hessen von 1857 ist er besonders ausgewiesen. Der Geleitstein wurde im Jahr 1731 erneuert. Sein Vorgänger, in anderer Form, wurde 1583 oder bereits um 1540 aufgestellt. Aufgabe des Steins war es, hessischen Geleitmannschaften anzuzeigen, dass ihr Geleit an dieser Stelle beendet ist.
In der damaligen Zeit verband die Straße im Friedatal das Kurfürstentum Hessen mit dem Eichsfeld, das lange Zeit zu Kurmainz gehörte. Wenn die Mainzer Erzbischöfe, die auch Kurfürsten waren, oder ihre Abgesandten ins Eichsfeld reisten, um ihren Regierungsgeschäften nachzugehen, bedienten sie sich des hessischen Geleits. Dieser Begleitschutz wurde 1583 in einem hessisch-mainzischen Vertrag besonders festgelegt. Bewaffnete Reiter wurden den Durchziehenden zum Schutz und wohl auch zur Kontrolle beigegeben. Davon profitierten nicht nur die Mainzer, auch für den hessischen Landgrafen und sein Gefolge soll es ein lohnendes Geschäft gewesen sein. Mehrfach beschwerte sich der Erzbischof von Mainz beim hessischen Landgrafen, dass die hessischen Eskorten, die ihn auf dem Wege von Mainz nach Heiligenstadt durch hessisches Gebiet begleiteten, diese für sie nahrhafte und vergnügliche Reise oft bis weit ins Eichsfeld hinein ausdehnten.

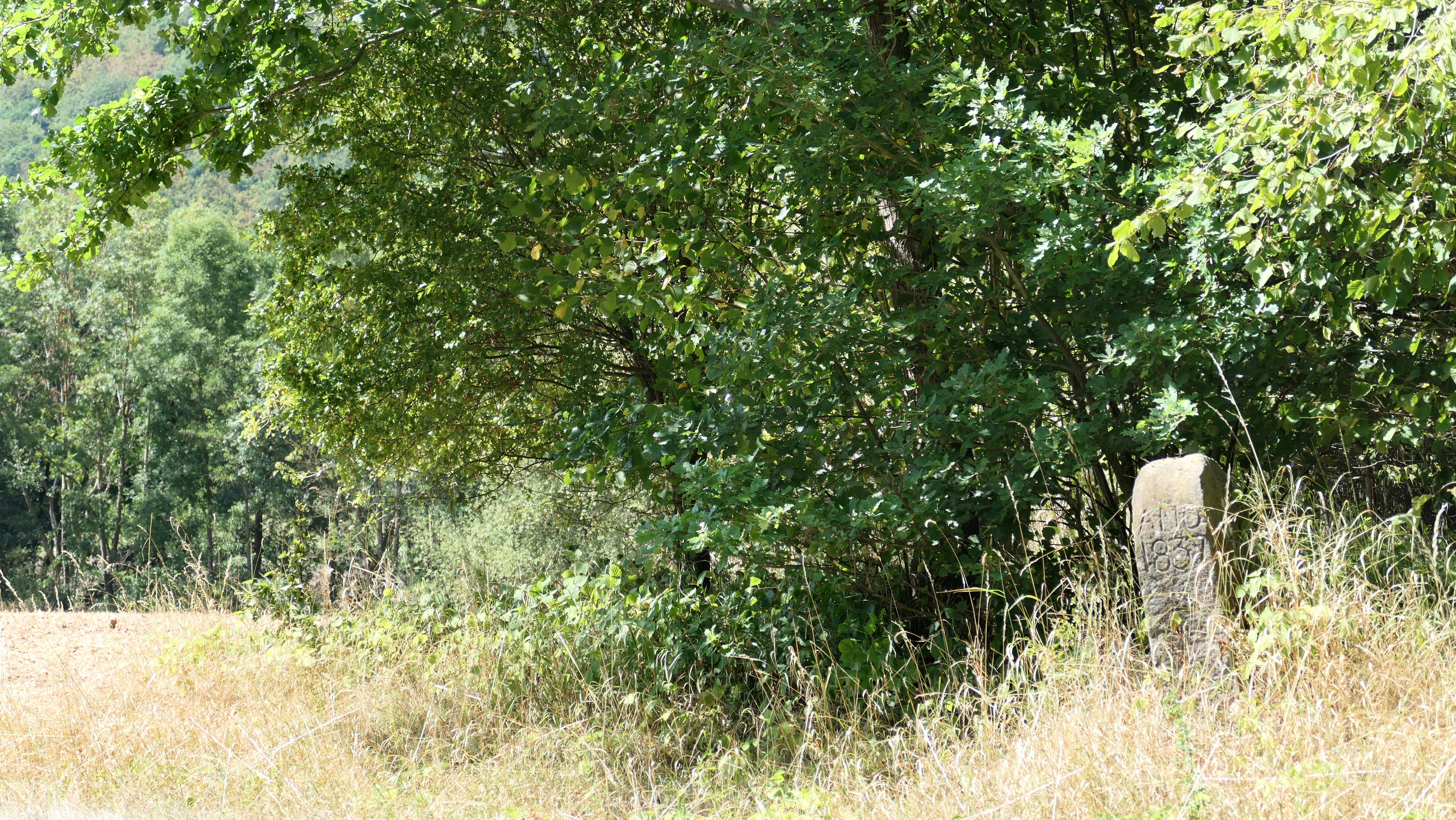
Grenzstein aus dem Jahr 1837 beim Geleitstein

Im Jahr 1836 wurde in einem Grenzvertrag zwischen dem Kurfürstentum Hessen und dem Königreich Preußen von kurhessischer Seite auf das Geleitrecht verzichtet. Damit hatte der Geleitstein ab dem 1. Januar 1837 seine Funktion verloren. Er blieb aber eine noch heute gültige Grenzmarke mit der Nummer 158 in der Grenzlinie Kurfürstentum Hessen (KH) und Königreich Preußen (KP). Die Grenzlinie begann mit Stein Nr. 1 in der Gemarkung Wanfried, an der Straße von Wanfried nach Mühlhausen und endete am Hesselskopf in der Gemarkung Allendorf mit Stein Nr. 438. Bei der Grenzfestlegung im Jahr 1975 durch die Gemeinsame Grenzkommission der Bundesrepublik Deutschland und der Deutschen Demokratischen Republik wurden einige der historischen Grenzsteine beseitigt und durch Granitsteine mit der Beschriftung DDR ersetzt.

## Schutz
Vor allem aus volkskundlichen, religions- und landesgeschichtlichen Gründen werden in Hessen die zahlreichen Flurdenkmale erfasst, zu denen Grenzsteine, Verkehrsmale, Gedenk- und Sühnesteine und andere Kleindenkmale gehören. Nach dem Hessischen Denkmalschutzgesetz ist es die Aufgabe von Denkmalschutz und Denkmalpflege diese Zeugnisse menschlicher Geschichte und Entwicklung zu schützen und zu erhalten.